# Colidotea wallersteini
Colidotea wallersteini is een pissebed uit de familie Idoteidae. De wetenschappelijke naam van de soort is voor het eerst geldig gepubliceerd in 1983 door Brusca.